# ポンティアック・サンバースト
サンバースト（Sunburst ）は、ポンティアックが販売していた乗用車である。

## 概要
1984年、GMはいすゞ・アイマーク(日本名:いすゞ・ジェミニ)とシボレー・スペクトラムの姉妹車をポンティアックブランドで出すことを決定する。姉妹間の差異は最小限に留められ、サンバーストとしてデビューする。なおサンバーストは、シボレー・シェベットの姉妹車ポンティアック・アカディアンの後継という立ち位置だったが、サンバースト発売後もアカディアンは併売された。
製造は日本の工場から輸入する形となり、この形態はモデル廃止の1988年まで続いた。